# Rewa FC
Der Rewa Football Club ist eine fidschianische Fußballmannschaft, die in der ersten Fußballliga Fidschis, der Premier League spielt. Der Verein spielt in Nausori im Vodafone Ratu Cakobau Park.

## Geschichte
Das erste Ligaspiel wurde 1928 ausgetragen, auch wenn Fußball bereits seit 1916 bekannt war. 1928 nahmen die beiden Teams aus Rewa, Rewa FC und Dilkusha Excelsior FC an der Indian Reform League teil. Dilkusha gewann dabei den Vriddhi-Cup und verteidigte diesen in den beiden darauffolgenden Jahren. Von 1931 bis 1936 nahm Rewa FC am Fletcher Challenge Cup teil. 1937 wurde die Rewa Football Association gegründet. Die Rewa Association war 1938 Gründungsmitglied der Fiji Indian Football Association, welche 1961 zur Fiji Football Association wurde.
Rewa gewann das erst Inter-District Championship, dem wichtigsten Wettbewerb für Fußballvereine in Fidschi. Diesen verteidigten sie im Jahr 1939.
Die Rewa Association besteht momentan aus 42 Vereinen, der Rewa FC hat das Battle of Giants Tournament insgesamt schon achtmal gewonnen.
2016 und 2020 qualifizierte sich Rewa für die OFC Champions League 2017 bzw. 2021 durch jeweils einen zweiten Platz in der Premier League. 2022 wurde man am letzten Spieltag in direkten Duell zum ersten Mal Meister.

## Erfolge
- Premier-League-Sieger (2): 2022, 2024
- Fidschianischer Pokal: 3

2011, 2017, 2018
- Inter-District Championship: 9

1938, 1939, 1943, 1944, 1947, 1955, 1972, 2001, 2010
- Battle of the Giants: 9

1994, 2003, 2004, 2010, 2011, 2014, 2015, 2017, 2020
- Champion versus Champion: 1

2010
- Fiji Games: 1

1994 (Goldmedaille)